# Championnats du monde de duathlon longue distance 2018
Navigation
Édition précédente Édition suivante
Les championnats du monde de duathlon longue distance 2018 sont organisés par la fédération internationale de triathlon. Ils  se déroulent à Zofingen en Suisse le 1er et le 2 septembre 2018. C'est l'épreuve longue distance du Powerman Duathlon qui sert de support à ce championnat du monde pour la onzième fois de son histoire.

## Distances parcourues
| Distances course (kilomètres) | Distances course (kilomètres) | Distances course (kilomètres) |
| Course à pied                 | Cyclisme                      | Course à pied                 |
| ----------------------------- | ----------------------------- | ----------------------------- |
| 10                            | 150                           | 30                            |

### Palmarès
Les tableaux présentent les podiums des championnats,.
| Rang               | Athlète         | Pays      | Temps           |
| ------------------ | --------------- | --------- | --------------- |
| Médaille d'or      | Gaël Le Bellec  | France    | 6 h 7 min 50 s  |
| Médaille d'argent  | Yannick Cadalen | France    | 6 h 10 min 29 s |
| Médaille de bronze | Felix Köhler    | Allemagne | 6 h 12 min 42 s |

| Rang               | Athlète             | Pays   | Temps           |
| ------------------ | ------------------- | ------ | --------------- |
| Médaille d'or      | Petra Eggenschwiler | Suisse | 7 h 0 min 39 s  |
| Médaille d'argent  | Melanie Maurer      | Suisse | 7 h 22 min 42 s |
| Médaille de bronze | Antonina Reznikov   | Israël | 7 h 24 min 20 s |